# دارين أحمد
دارين أحمد (1 يناير 1979) شاعرة وفنانة تشكيلية سورية.

## نشأتها
بعد انتهاء المرحلة الدراسية الثانوية في مسقط رأسها في ريف حماة، انتقلت عام 1996 إلى حلب لدراسة التجارة والاقتصاد في جامعة حلب. في العام 2004 انتقلت إلى دمشق لتقيم وتعمل كمحررة في مجلة معابر ودار نشر معابر. في عام 2012 انتقلت مع عائلتها إلى برلين حيث تقيم وتعمل حتى الآن. بالإضافة إلى كتاباتها بدأت منذ 2015 بتعلم الرسم بشكل ذاتي. نُشرت لوحاتها في ملحق الاتحاد الثقافي في تموز 2017، وفي جريدة بين النهرين في تشرين الأول 2018، وفي مجلة ميريت الثقافية نسخة محفوظة 29 ديسمبر 2019 على موقع واي باك مشين. في أيار 2019. نشرت مقابلة معها في مجلة العرب اللندنية بتاريخ أيلول 2016، وأيضًا في موقع أي-سيريا بتاريخ آذار 2018.
بالإضافة إلى مقالاتها وقصائدها المنشورة في موقع مجلة معابر، نشرت مؤخرًا في موقع العربي الجديد مقال: هذا اليوم ما زال لي، وفي ضرورة الوسط.

## معارض
- (أيار – تموز 2016) معرض «نقطة هروب» مع عدد من الفنانين السوريين (كفاح علي ديب، فؤاد آل عواد، أكرم حمزة، عدنان شربجي) في المعهد الثقافي الفرنسي، مدينة بون الألمانية.[10][11][12]

- (تموز 2016 – كانون الثاني 2017) معرض «وجهان» مع الفنانة البريطانية فرانسيس أفيفيا بلين في مقر السفير الألماني في لندن.[13] [14] [15]
- (شباط – آذار 2017) معرض «شهوة مؤنثة» "Radical Love: Female Lust" مع 48 فنانة من مختلف دول العالم في غاليري كريبت Crypt Gallery، لندن.[16]
- (كانون الثاني 2017 – أيار 2019) عرضت 7 لوحات في مقر جامعة كيرون في برلين.

## وصلات خارجية
- الموقع الرسمي دارين أحمد

- صفحة انستغرام دارين أحمد

- صفحة تويتر دارين أحمد

- قناة يوتيوب دارين أحمد

- Singulart Page دارين أحمد

- Saatchi Art Page دارين أحمد

- artebooking Page دارين أحمد

- Flickrpage دارين أحمد

- مجلة معابر